# St Sophia’s Church (Galston)

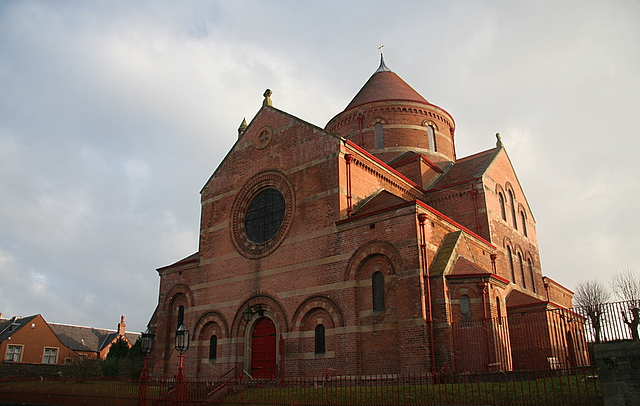
St Sophia’s Church

Die St Sophia’s Church, auch Church of St Sophia, ist ein römisch-katholisches Kirchengebäude in der schottischen Stadt Galston in der Council Area East Ayrshire. 1971 wurde das Bauwerk in die schottischen Denkmallisten zunächst in der Kategorie B aufgenommen. Die Hochstufung in die höchste Denkmalkategorie A erfolgte 2000.

## Geschichte
Als Stifter der Kirche tritt John Patrick Crichton-Stuart, 3. Marquess of Bute hervor. Der Marquess wünschte einen Bau im neobyzantinischen Stil, den er zuvor studiert hatte. Als Architekt zeichnete Robert Rowand Anderson für den Entwurf verantwortlich. Ursprünglich sollte die Kirche in Troon entstehen, die dortige Gemeinde lehnte jedoch ab, sodass sie schließlich in Galston erbaut wurde. Der Name ist der Hagia Sophia in Istanbul entlehnt, ehrt jedoch auch Crichton-Stuarts Mutter Sophia Rawdon-Hastings von Loudoun Castle. 1886 wurde die St Sophia’s Church nach einjähriger Bauzeit fertiggestellt.
1999 musste die Kirche wegen baulicher Mängel geschlossen werden. Nach gründlicher Restaurierung wurde sie 2004 wieder feierlich eröffnet.

## Beschreibung
Die neobyzantinische Backsteinkirche liegt an der Bentinck Street im Zentrum Galstons. Sie weist einen kreuzförmigen Grundriss und wird durch einen Vierungsturm dominiert. Der markante runde Turm schließt mit einem Kegeldach, das mit rotem Ziegel eingedeckt ist. Im Inneren ist das Mauerwerk verputzt und weiß gestrichen.